# Cseh labdarúgó-bajnokság (első osztály)
A Chance Liga a cseh labdarúgó bajnokságok legfelsőbb osztálya.
A bajnokságnak 16 csapata van. Minden egyes szezon végén a legjobb csapatok a ligában kvalifikálják magukat az európai kupákba. Jelenleg a bajnokcsapat az UEFA-bajnokok ligája selejtezőjében játszik, a 2.–3. helyezett csapatok a Konferencia Liga selejtezőjében szerepelnek, míg a Cseh Kupa-győztese az Európa-liga selejtezőjében. A két utolsó helyezett csapat kiesik a cseh bajnokság második ligájába.

## Története

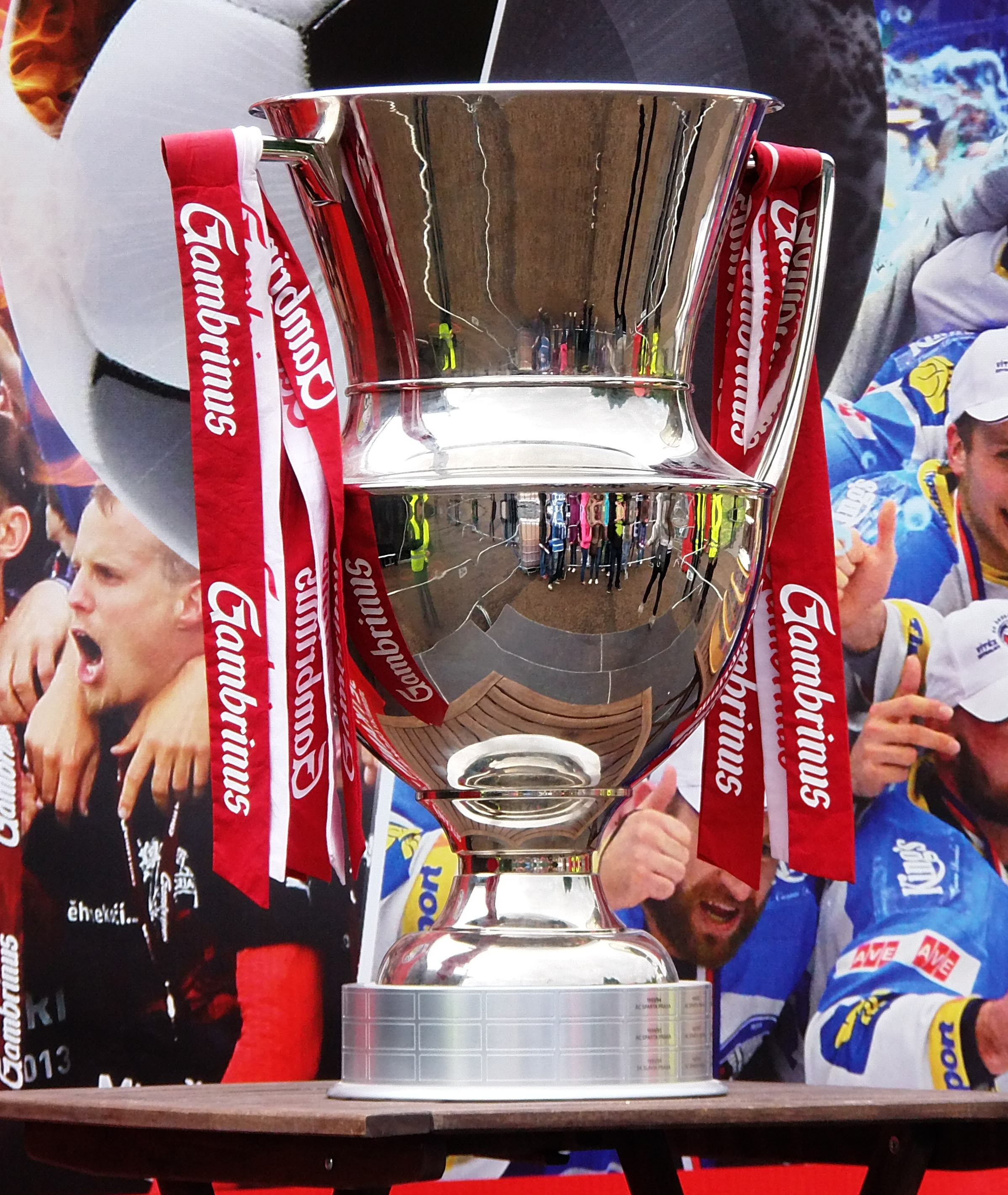
A bajnoki serleg

A története a Cseh labdarúgó-bajnokságnak a 19. század végén kezdődött. Az 1993/94-es idényben újraszervezték, miután a korábbi Csehszlovákia felbomlott és ennek következtében a Csehszlovák bajnokság is. A leghíresebb klubok a Bohemians 1905, a Sparta Praha, a Slavia Praha, a Slovan Liberec, a Baník Ostrava, az 1. FC Brno és az FK Teplice. 1993-tól 2001-ig a Sparta Praha uralta a bajnokságot: csak egy szezonban nem ők nyertek, abban az egy szezonban is prágai csapat nyert: a Slavia Praha. Az új évtized változatosabb képet mutat: bár a Sparta nyert a legtöbbször, négy másik csapat is átélhette, milyen érzés a bajnoki serleget felemelni.
A 2019–2020-as szezont a koronavírus-járvány miatt nem fejezték be. A bajnok a Slavia Praha lett az alapszakasz végeredménye alapján.

### Pontlevonások
- 2004–05: 1. FC Slovácko −12
- 2004–05: SFC Opava −6
- 2004–05: Slovan Liberec −6
- 2009–10: Bohemians Praha −15
- 2011–12: Sigma Olomouc −9

## A Fortuna Liga bajnokai
| Év        | Csapat            | Gólkirály                                                               |
| --------- | ----------------- | ----------------------------------------------------------------------- |
| 1993–1994 | AC Sparta Praha   | Horst Siegl (AC Sparta Praha, 20 gól)                                   |
| 1994–1995 | AC Sparta Praha   | Radek Drulák (Petra Drnovice, 15 gól)                                   |
| 1995–1996 | SK Slavia Praha   | Radek Drulák (Petra Drnovice, 22 gól)                                   |
| 1996–1997 | AC Sparta Praha   | Horst Siegl (AC Sparta Praha, 19 gól)                                   |
| 1997–1998 | AC Sparta Praha   | Horst Siegl (AC Sparta Praha, 13 gól)                                   |
| 1998–1999 | AC Sparta Praha   | Horst Siegl (AC Sparta Praha, 18 gól)                                   |
| 1999–2000 | AC Sparta Praha   | Vratislav Lokvenc (AC Sparta Praha, 22 gól)                             |
| 2000–2001 | AC Sparta Praha   | Vítězslav Tuma (Drnovice, 15 gól)                                       |
| 2001–2002 | FC Slovan Liberec | Jiří Štajner (Slovan Liberec, 15 gól)                                   |
| 2002–2003 | AC Sparta Praha   | Jiří Kowalík (Synot, 19 gól)                                            |
| 2003–2004 | FC Baník Ostrava  | Marek Heinz (Baník Ostrava, 19 gól)                                     |
| 2004–2005 | AC Sparta Praha   | Tomas Jun (AC Sparta Praha, 14 gól)                                     |
| 2005–2006 | FC Slovan Liberec | Milan Ivana (Slovácko, 11 gól)                                          |
| 2006–2007 | AC Sparta Praha   | Luboš Pecka (Mladá Boleslav, 16 gól)                                    |
| 2007–2008 | SK Slavia Praha   | Václav Svěrkoš (Baník Ostrava, 14 gól)                                  |
| 2008–2009 | SK Slavia Praha   | Andrej Kerić (Slovan Liberec, 15 gól)                                   |
| 2009–2010 | AC Sparta Praha   | Michal Ordoš (Sigma Olomouc, 12 gól)                                    |
| 2010–2011 | Viktoria Plzeň    | David Lafata (Jablonec, 19 gól)                                         |
| 2011–2012 | Slovan Liberec    | David Lafata (Jablonec, 25 gól)                                         |
| 2012–2013 | Viktoria Plzeň    | David Lafata (Jablonec, 20 gól)                                         |
| 2013–2014 | AC Sparta Praha   | Josef Hušbauer (AC Sparta Praha, 18 gól)                                |
| 2014–2015 | Viktoria Plzeň    | David Lafata (AC Sparta Praha, 20 gól)                                  |
| 2015–2016 | Viktoria Plzeň    | David Lafata (AC Sparta Praha, 20 gól)                                  |
| 2016–2017 | SK Slavia Praha   | Milan Škoda (SK Slavia Praha), David Lafata (AC Sparta Praha) 15-15 gól |
| 2017–2018 | Viktoria Plzeň    | Michael Krmenčík (Viktoria Plzeň) 16 gól                                |
| 2018–2019 | SK Slavia Praha   | Nyikolaj Komlicsenko (Mladá Boleslav) 29 gól                            |
| 2019–2020 | SK Slavia Praha   | Libor Kozák (AC Sparta Praha) / Petar Musa (SK Slavia Praha) 14-14 gól  |
| 2020–2021 | SK Slavia Praha   | Jan Kuchta (SK Slavia Praha) / Adam Hložek (AC Sparta Praha) 15-15 gól  |
| 2021–2022 | Viktoria Plzeň    | Jean-David Beauguel (Viktoria Plzeň) 19 gól                             |
| 2022–2023 | AC Sparta Praha   | Václav Jurečka (Slavia Praha) 20 gól                                    |
| 2023–2024 | AC Sparta Praha   | Václav Jurečka (Slavia Praha) 19 gól                                    |

### Liga bajnokok
| Helyezés | Klub              | Címek | Utolsó cím | Első cím |
| -------- | ----------------- | ----- | ---------- | -------- |
| 1        | AC Sparta Praha   | 14    | 2024       | 1994     |
| 2        | SK Slavia Praha   | 7     | 2021       | 1996     |
| 3        | Viktoria Plzeň    | 6     | 2022       | 1996     |
| 4        | FC Slovan Liberec | 3     | 2012       | 2002     |
| 5        | FC Baník Ostrava  | 1     | 2004       | 2004     |